# Baron Cawley
Baron Cawley, of Prestwich in the County of Lancaster, ist ein erblicher britischer Adelstitel in der Peerage of the United Kingdom.
Familiensitz der Barone war Berrington Hall bei Leominster und ist heute Castle Grounds bei Ashton, beide in Herefordshire.

## Verleihung
Der Titel wurde am 16. Januar 1918 für den liberalen Politiker und Chancellor of the Duchy of Lancaster Sir Frederick Cawley, 1. Baronet geschaffen. Er war bereits am 1. Dezember 1906 in der Baronetage of the United Kingdom zum Baronet, of Prestwich in the County of Lancaster, erhoben worden.
Heutiger Titelinhaber ist seit 2001 dessen Urenkel John Cawley, 4. Baron Cawley.

## Liste der Barone Cawley (1918)
- Frederick Cawley, 1. Baron Cawley (1850–1937)
- Robert Cawley, 2. Baron Cawley (1877–1954)
- Frederick Cawley, 3. Baron Cawley (1913–2001)
- John Cawley, 4. Baron Cawley (* 1946)

Titelerbe (Heir Apparent) ist der Sohn des aktuellen Titelinhabers, Hon. William Cawley (* 1981).